# جودي وليامز
جودي وليامز (بالإنجليزية: Jodie Williams) هي عداءة سريعة بريطانية، ولدت في 28 سبتمبر 1993 في ولوين جاردن سيتي في المملكة المتحدة.

## وصلات خارجية
- جودي وليامز على موقع الاتحاد الدولي لألعاب القوى (الإنجليزية)
- جودي وليامز على موقع الاتحاد الأوروبي لألعاب القوى (الإنجليزية)
- جودي وليامز على موقع الاتحاد البريطاني لألعاب القوى (الإنجليزية)
- جودي وليامز على موقع ThePowerOf10.info (الإنجليزية)
- جودي وليامز على موقع الدوري الماسي (الإنجليزية)
- جودي وليامز على موقع اللجنة الأولمبية الدولية (الإنجليزية)
- جودي وليامز على موقع أوليمبيديا (الإنجليزية)
- جودي وليامز على موقع اللجنة الأولمبية البريطانية (الإنجليزية)
- جودي وليامز على موقع اتحاد ألعاب الكومنولث (مؤرشف) (الإنجليزية)